# Scutigera flavistoma
Scutigera flavistoma är en mångfotingart som beskrevs av Lawrence 1960. Scutigera flavistoma ingår i släktet Scutigera och familjen spindelfotingar.
Artens utbredningsområde är Madagaskar. Inga underarter finns listade i Catalogue of Life.